# 約翰·邁克·埃文斯
J·迈克·埃文斯（英語：John Michael "Mike" Evans，1957年8月16日—）是一位加拿大企业家和运动员。

## 生平
退役加拿大赛艇运动员，曾在1984年夏季奥林匹克运动会获得金牌。退役后曾任高盛副主席。2015年加入阿里巴巴集团，任总裁兼执行董事。